# 巨角犀属
巨角犀（學名Megacerops）是一屬已滅絕的北美洲雷獸。雄性的巨角犀在鼻端上有兩個鈍角，相信牠們是群居的動物，並以角互抵來吸引異性。
根據2004年的分類，巨角犀包含了Menodus、王雷獸、漸雷獸、Menops、Ateleodon及Oreinotherium。
一個巨角犀家庭的模型，包括雄性、雌性及幼體，現正在加拿大自然博物館中展覽。

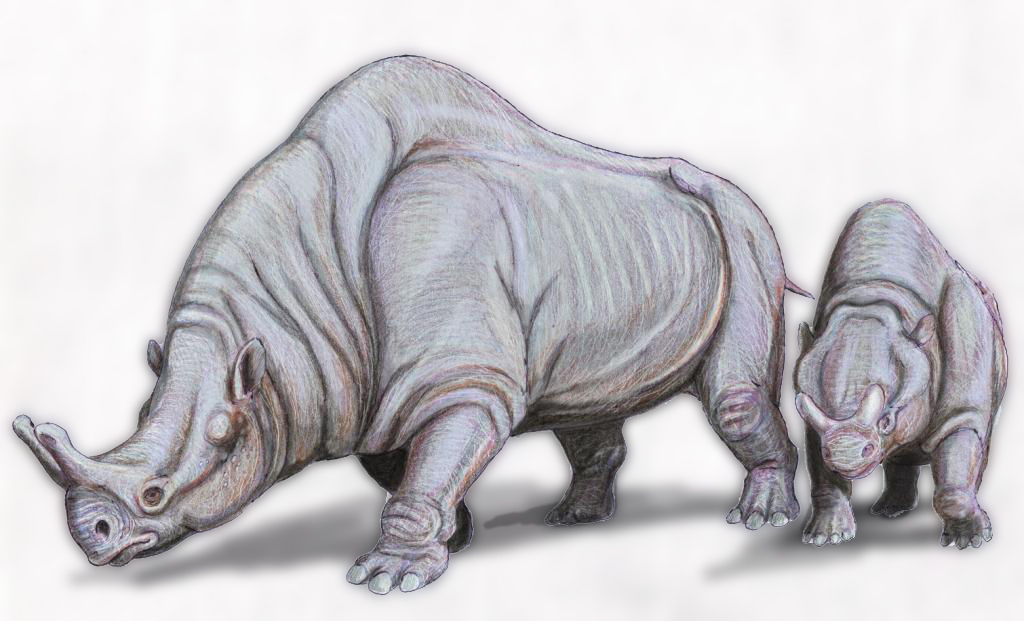
科羅拉多巨角犀（M. coloradensis）重組圖。

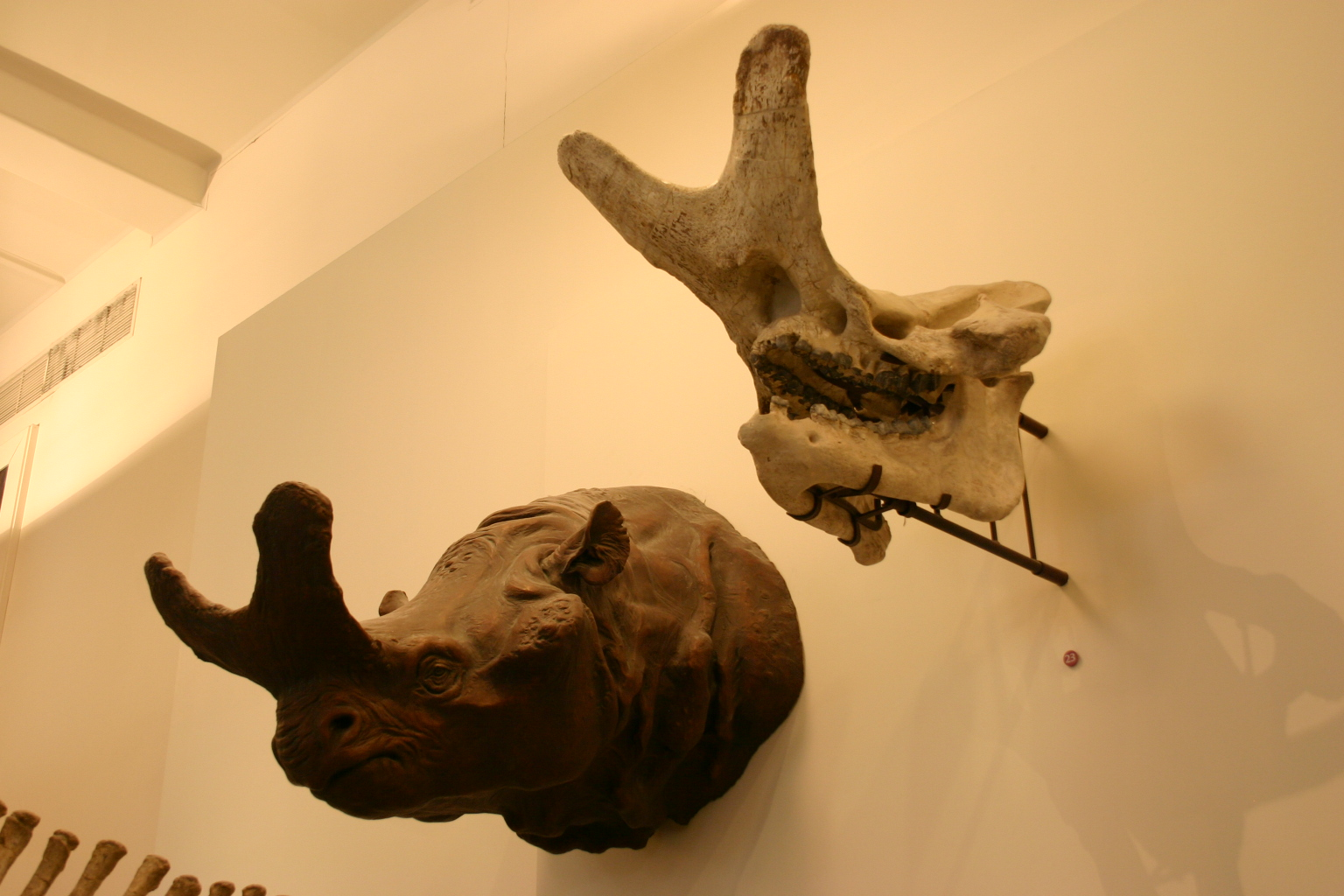
頭顱骨與頭部重建。